# 馬借
馬借（ばしゃく）は、馬を利用し、荷物を運搬する輸送業者。主に平安時代から戦国時代にかけて活躍した。

## 概要
馬借は大化の改新の駅制による伝馬・駅馬や、その後継の制度といった公的なものではなく、鎌倉時代末頃より近畿・越前・若狭などの地域で、貨幣経済の勃興と共に、荘園の余剰物資などを運輸販売するために発達した私的な業者である。当時の交通の要点にあたる村落では農民も馬借に参加したと考えられる。
馬借の中にも高利貸的名主と考えられる問屋層と、一般交通労務者の階層があり、後者には専業者と副業的に従事した者がいて、共に大部分が零細農の出身であったと考えられる。また、馬借は組織を持っており、1718年（享保3年）頃の敦賀では、馬借頭・小頭・馬指・馬士の四階級があり、馬借頭は馬借の統率や問屋との交渉を受け持ち、小頭は馬借頭の命を受けて馬借を直接支配し、馬指は番所を設けて馬士を監視した。
土一揆の際には、必ず馬借が先鋒を務め、その駿足と団結力をもって、一揆をより大規模なものとし、その成否は馬借の賛否に依るとまでいわれた。馬借が大きな役割を果たした土一揆として、正長の土一揆や嘉吉の徳政一揆などが知られているが、後者では一揆の攻撃対象となった比叡山延暦寺の保護を受けていた近江の馬借が一揆から離反して、馬借勢力そのものが分裂している。戦国時代に、延暦寺が京都制圧の先頭に立った天文法華の乱では、馬借が京都につながる関所を封鎖し、法華宗勢力が抑える京都を経済封鎖した。
『石山寺縁起絵巻』に馬借を描いた部分がある。